# شان پاتریک تامس
شان پاتریک تامس (انگلیسی: Sean Patrick Thomas) بازیگر آمریکایی است. او برای بازی در نمی‌توانم صبر کنم (۱۹۹۸)،آخرین رقص را نگه دار (۲۰۰۱)، آرایشگاه (۲۰۰۲)، آرایشگاه ۲: بازگشت به کار (۲۰۰۴) و آرایشگاه: اصلاح بعدی (۲۰۱۶) شناخته شده‌است. او در مجموعهٔ تلویزیونی ویکسن (۲۰۱۵–۲۰۱۶) نیز ایفای نقش کرد.